# Agulles de Bassiero
Les Agulles de Bassiero és una muntanya de 2.748 metres que es troba al municipi d'Espot, a la comarca del Pallars Sobirà.